# Mechrgon
Mechrgon (tadschikisch Мехргон, bis 2014 Lomonossow) ist ein Dorf im Rajon Kuschonijon, einem Teil der Provinz Chatlon der Republik Tadschikistan. Das Dorf untersteht der Verwaltung des Dschamoat (Verwaltungseinheit 3. Ebene) des Dorfes Bochtarijon.
Geographisch liegt Mechrgon etwa 25 km vom Regionalzentrum, der Siedlung städtischen Typs Ismoil Somoni, und circa 4 km vom Dorf Bochtarijon entfernt.
Die Bevölkerung von Mechrgon betrug im Jahr 2017 etwa 1600 Einwohner.